# Pressens lag

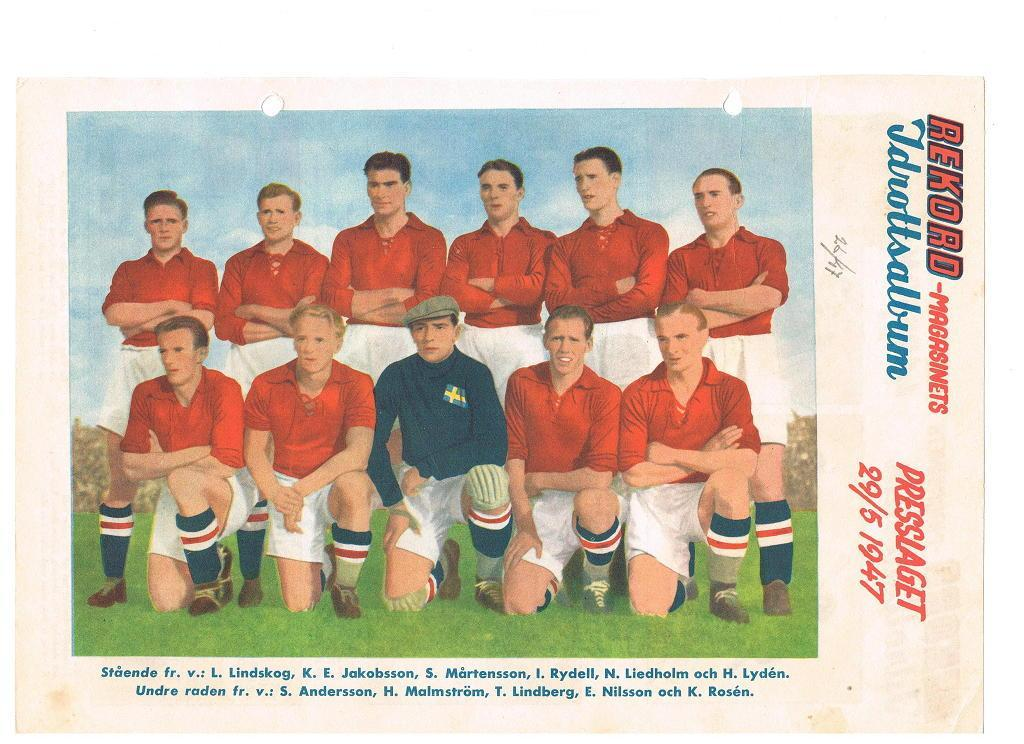
Presslaget, som den 29 maj 1947 slog Sveriges landslag med 1-0 på Råsunda.

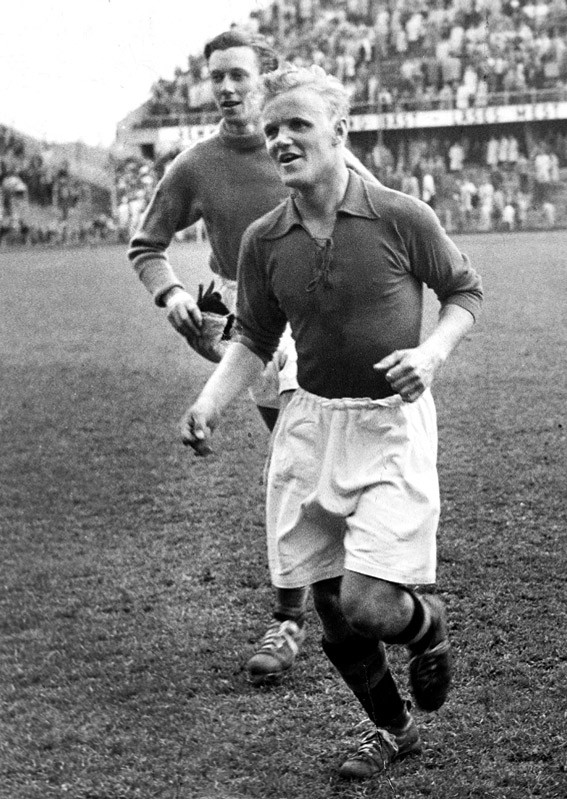
Lennart "Nacka" Skoglund och målvakten Yngve Bergfeldt i det presslag, som på Råsunda den 18 maj 1950 besegrade Sveriges landslag med 3-1.

Pressens lag kallades ett lag uttaget av sportjournalister, med spelare som inte platsade i ett landslag, men som ansågs tillräckligt duktiga för att möta landslaget i en så kallad all star-match.
Den politiska oron i Europa sommaren 1939 medförde svårigheter att hitta motstånd för landslaget. Pressmatcherna blev därför en ersättning och en möjlighet för landslaget att få träning. A-landslaget skulle minst en gång om året utmanas av ett lag, som tagits ut av de journalister i storstadstidningarna, som bevakade toppfotbollen. Matcherna lanserades hårt i pressen och det blev tradition att det i presslaget lyftes fram en oväntad spelare, som kom att kallas för "Pressens son".

## Historik
I Sverige spelades flera pressmatcher mellan 1930- och 70-talen inom lagsporter som bandy, fotboll och ishockey. Intresset var på den tiden stort. Under 1970-talet dalade dock intresset för de så kallade pressmatcherna, av vilka många upphörde att spelas.
I bandy, där utbytet påbörjades 1944 på herrsidan i samband med att det finska fortsättningskriget satte stopp för landskampen Sverige-Finland i Stockholm, levde det kvar till mitten av 1990-talet med senaste matcherna säsongen 1995/1996. I december 2008 spelades en dam/flickturnering med Sverige A, Sverige F 19 och pressen på Backavallen i Katrineholm.
I fotboll spelades pressmatcherna länge på herrsidan. En av de spelare, som slog igenom i presslaget är Lennart "Nacka" Skoglund. Han gjorde två mål då Pressens lag, i maj 1950, besegrade landslaget med 3-1. Totalt spelades 22 matcher åren 1939-1972. Den första av dessa matcher vann Sverige med 3-2 den 18 juli 1939.
Så sent som 2002 mötte Sveriges damlandslag i fotboll ett presslag.

## Pressmatcher i Sverige

### Bandy för herrar
- 1943/1944 Sverige-Pressen 3-1 (Stockholm)
- 1950/1951 Sverige-Pressen 5-4 (Stockholm)
- 1954/1955 Sverige-Pressen 2-3 (Örebro)
- 1955/1956 Sverige-Pressen 1-1 (Stockholm)
- 1961/1962 Sverige-Pressen 6-1 (Katrineholm)
- 1962/1963 Sverige-Pressen 5-6 (Uppsala)
- 1963/1964 Sverige-Pressen 3-2 (Örebro)
- 1965/1966 Sverige-Pressen 2-4 (Nässjö)
- 1966/1967 Sverige-Pressen 1-0 (Vänersborg)
- 1967/1968 Sverige-Pressen 3-4 (Örebro)
- 1968/1969 Sverige-Pressen 5-2 (Eskilstuna)
- 1969/1970 Sverige-Pressen 7-1 (Katrineholm)
- 1970/1971 Sverige-Pressen 6-4 (Sandviken)
- 1971/1972 Sverige-Pressen 7-1 (Örebro)
- 1972/1973 Sverige-Pressen 2-4 (Katrineholm)
- 1973/1974 Sverige-Pressen 1-1 (Lidköping)
- 1974/1975 Sverige-Pressen 6-1 (Fagersta)
- 1977/1978 Sverige-Pressen 3-7 (Ljusdal)
- 1987/1988 Sverige-Pressen 2-3 (Nässjö)
- 1988/1989 Sverige-Pressen 1-4 (Lidköping)
- 1989/1990 Sverige-Pressen 5-5 (Söderhamn)
- 1990/1991 Sverige-Pressen 7-2 (Stockholm)
- 1991/1992 Sverige-Pressen 5-2 (Sundsvall)
- 1992/1993 Sverige-Pressen 2-2 (Huddinge)
- 1993/1994 Sverige-Pressen 9-3 (Örebro)
- 1994/1995 Sverige-Pressen 8-3 (Målilla)
- 1995/1996 Sverige-Pressen 15-2 (Bollnäs)

### Bandy för damer
- 5 december 2008 Sverige F 19-pressen 3-8 (Katrineholm)
- 7 december 2008 Sverige-Pressen 14-1 (Katrineholm)

### Fotboll för herrar
- 18 juli 1939: Sverige-Pressen 3-2[7]
- 19 juni 1941: Sverige-Pressen 8-1 Råsunda
- 19 juni 1942: Sverige-Pressen 5-3 Råsunda
- 16 juni 1944: Sverige-Pressen 3-5 Råsunda
- 5 november 1944: Sverige-Pressen 3-1 Råsunda
- 15 juni 1945: Sverige-Pressen 5-1 Råsunda
- 18 november 1945: Sverige-Pressen 1-4 Malmö
- 29 maj 1947: Sverige-Pressen 0-1 Råsunda
- 20 maj 1948: Sverige-Pressen 1-0 Råsunda
- 18 maj 1950: Sverige-Pressen 1-3 Råsunda
- 22 maj 1954: Sverige-Pressen 1-3 Råsunda[9]
- 30 augusti 1967: Sverige-Pressen 4-2 Nya Ullevi[10]
- 4 oktober 1972: Sverige-Pressen 1-1 Malmö Stadion

### Fotboll för damer
- 15 april 2002: Sverige-Pressen 4-0 (Malmö)[11]

### Ishockey för herrar
- 24 januari 1945: Sverige-Pressen 2-4 (Östermalm)[12]
- 25 november 1946: Sverige-Pressen 4-3 (Stockholm)[13]
- 10 november 1946: Sverige-Pressen 1-2 (Stockholm)[14]
- 29 november 1947: Sverige-Pressen 3-6 (Stockholm)[15]
- 26 november 1948: Sverige-Pressen 5-2 (Stockholm)[16]
- 2 december 1949: Sverige-Pressen 5-2 (Stockholm)[17]
- 7 januari 1951: Sverige-Pressen 8-2 (Östermalm)[18]
- 26 september 1963: Sverige-Pressen 4-7[19]
- 12 september 1965: Sverige-Pressen 3-3 (Johanneshov)[19]
- 13 september 1967: Sverige-Pressen 10-3 (Johanneshov)[19]